# Вишнёвое (Скадовский район)
Вишнёвое (укр. Вишневе) — посёлок в Скадовской городской общине Скадовского района Херсонской области Украины.
Почтовый индекс — 75741. Телефонный код — 5537. Код КОАТУУ — 6524784303.

## Население
Население по переписи 2001 года составляло 377 человек.

### Языковой состав
Родной язык населения по данным переписи 2001 года:
| Язык       | Численность, чел. | Доля     |
| ---------- | ----------------- | -------- |
| Украинский | 335               | 88,86 %  |
| Русский    | 21                | 5,57 %   |
| Другое     | 21                | 5,57 %   |
| Итого      | 377               | 100,00 % |

## Местный совет
75741, Херсонская обл., Скадовский р-н, пос. Таврия, ул. Школьная, 2